# Міжнародна федерація історичних транспортних засобів
Міжнародна федерація історичних транспортних засобів (фр. Fédération Internationale des Véhicules Anciens FIVA) — всесвітня некомерційна організація, яка сприяє захисту, збереженню та популяризації історичних транспортних засобів.
Заснована в 1966 році, працює в понад 80 країнах, об'єднує понад півтора мільйона ентузіастів історичної автомототехніки по всьому світу.
Штаб-квартира федерації розташована в Турині.

## Загальні відомості
Згідно статуту FIVA історичним визнається транспортний засіб з механічним приводом, віком не менше 30 років, який зберігається і підтримується у відповідному історичному стані, який не використовується як транспорт повсякденного використання, і таким чином є частиною загальної технічної та культурної спадщини.
З 2017 року FIVA є партнером ЮНЕСКО з консультативним статусом, як представник світової автомобільної спадщини та пов'язаної з нею культурою.
В Україні єдиним офіційним національним представником FIVA з 2021 року є Український Автомобільний Клуб.

## Мета та діяльність
- Міжнародна федерація історичних транспортних засобів передбачає збереження і популяризацію історичних транспортних засобів.
- Комісія з питань культури FIVA працює над тим, щоб юридичні, політичні органи та інші зацікавлені сторони країн визнали історичні транспортні засоби та пов'язані з ними об'єкти як культурно значущі артефакти.
- Пропагує міжнародні контакти та взаєморозуміння через підтримку та допомогу в організації подій для історичних автомобілів в різних країнах.
- Залучення якомога більше ентузіастів по всьому світі. Станом на 2021 рік у FIVA налічується понад півтора мільйона членів та 75 осередків із 64 країн[6].
- Сприяє збереженню важливої частини промислової історії шляхом захисту права їздити історичними транспортними засобами на дорогах загального користування по всьому світі[4].

## Комісії
У рамках міжнародної федерації історичних транспортних засобів діють різні комісії та робочі групи, які займаються конкретними завданнями та темами у сфері історичних автомобілів відповідно до цілей FIVA:
- Комісія з питань законодавства.
- Комісія з культури.
- Технічна комісія.
- Комісія з торгівлі, навичок та молоді — з 2018 року, інтегрована до Комісії з культури.
- Комісія подій.
- Комісія з мотоциклів.
- Утилітарна комісія.